# Elisabetansk teater

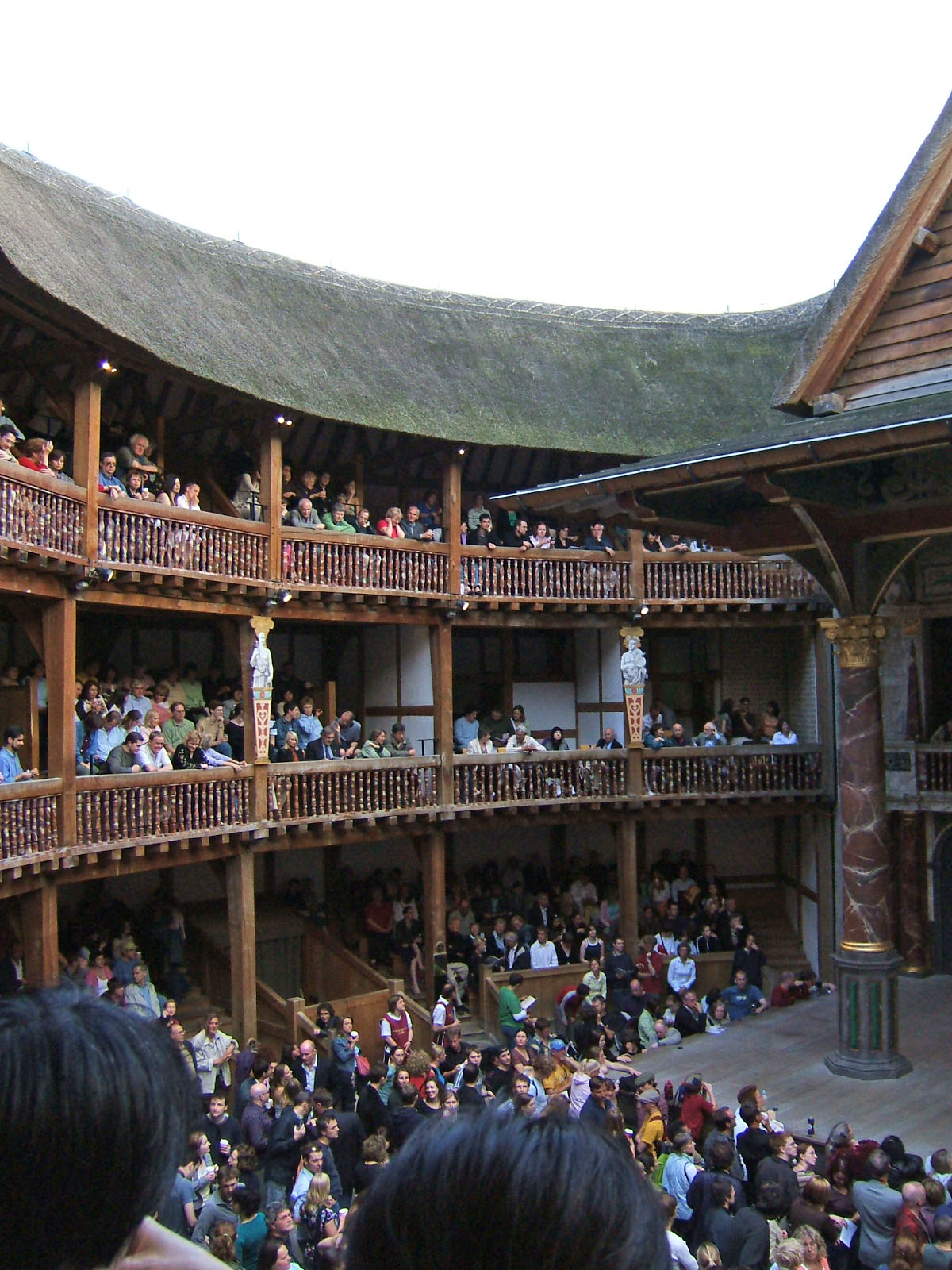
Teatern The Globe med öppet tak och publiken i tre rader runt om.

Elisabetansk teater  syftar på den engelska dramatik som skrevs och framfördes mellan reformationen och stängningen av teatrarna  1642. Den kan även kallas tidigmodern engelsk teater eller engelsk renässansteater. Till den elisabetanska teatern räknas bland annat Christopher Marlowes, William Shakespeares och Ben Jonsons verk.
I en snävare tolkning omfattar begreppet "elisabetansk teater" enbart den teater som skrevs och framfördes i England under drottning Elizabeth I:s regeringstid, det vill säga från 1558 till 1603. När begreppet används i denna snävare betydelse ställs det i kontrast till jakobitisk teater, det vill säga den teater som framställdes under kung Jakob I:s regeringstid 1603-1625 och karolinsk teater från kung Karl I:s tid 1625 fram till teatrarnas stängdes 1642. Engelsk renässansteater omfattar dock alla dessa tre underklasser.

## Bakgrund

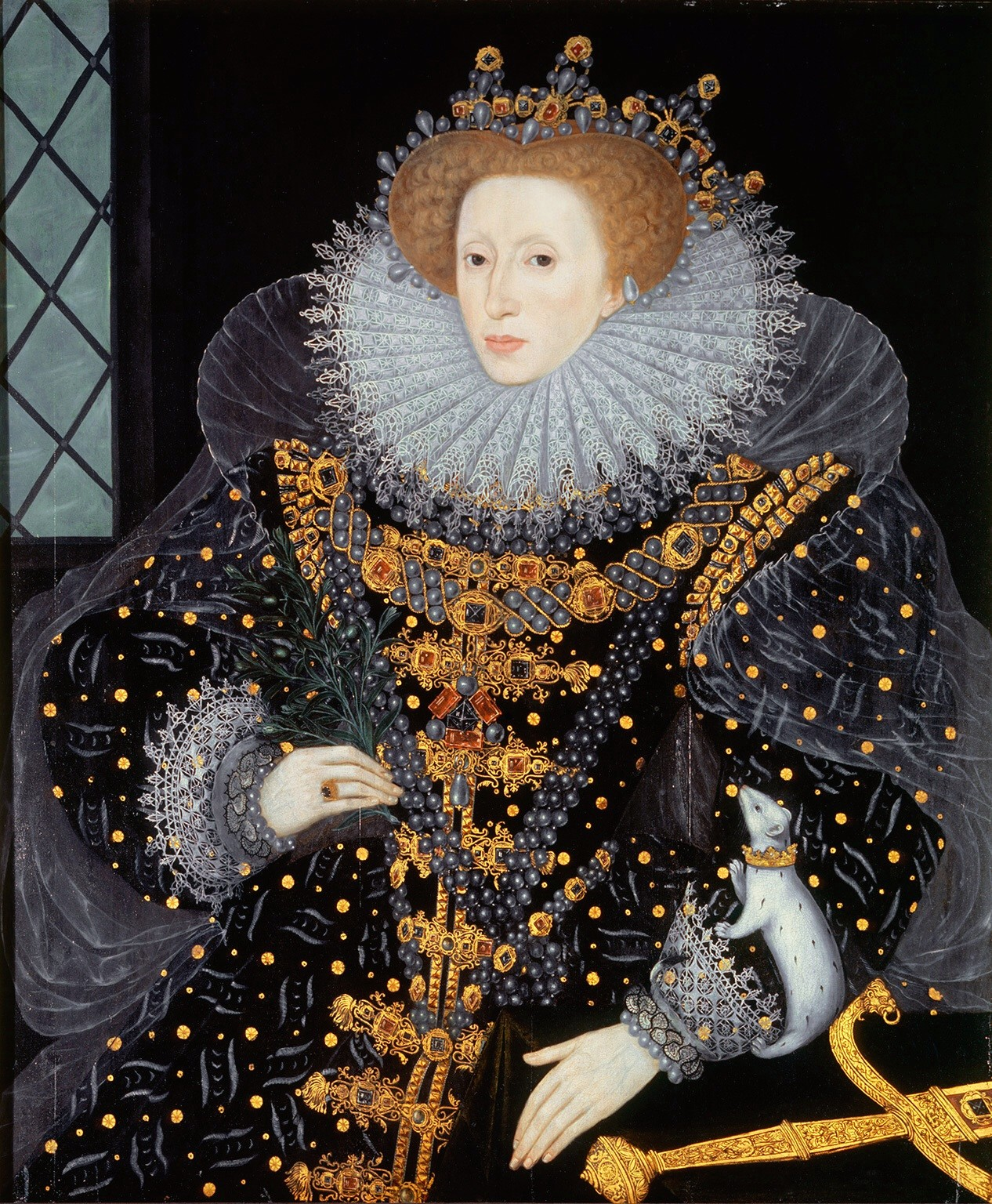
Drottning Elizabeth I av England (1533-1603)

Engelsk renässansteater uppstod ur flera teatertraditioner från medeltiden som de mysteriespel som framfördes under religiösa festivaler i England och andra delar av Europa. Mysteriespelen var komplexa återberättelser av legender baserade på bibliska teman och uppfördes från början i själva kyrkorummet, men förknippades senare med de världsliga festligheter som växte fram runt de religiösa högtiderna. Andra källor till den engelska renässansteatern var bland annat de moraliteter som växte fram ur mysteriespelen och de skoldramer som försökte återskapa de grekiska tragedierna. Den italienska traditionen med Commedia dell'arte samt de utstuderade maskerader som hölls vid hoven hade troligtvis också betydelse för utformningen av den offentliga teatern.

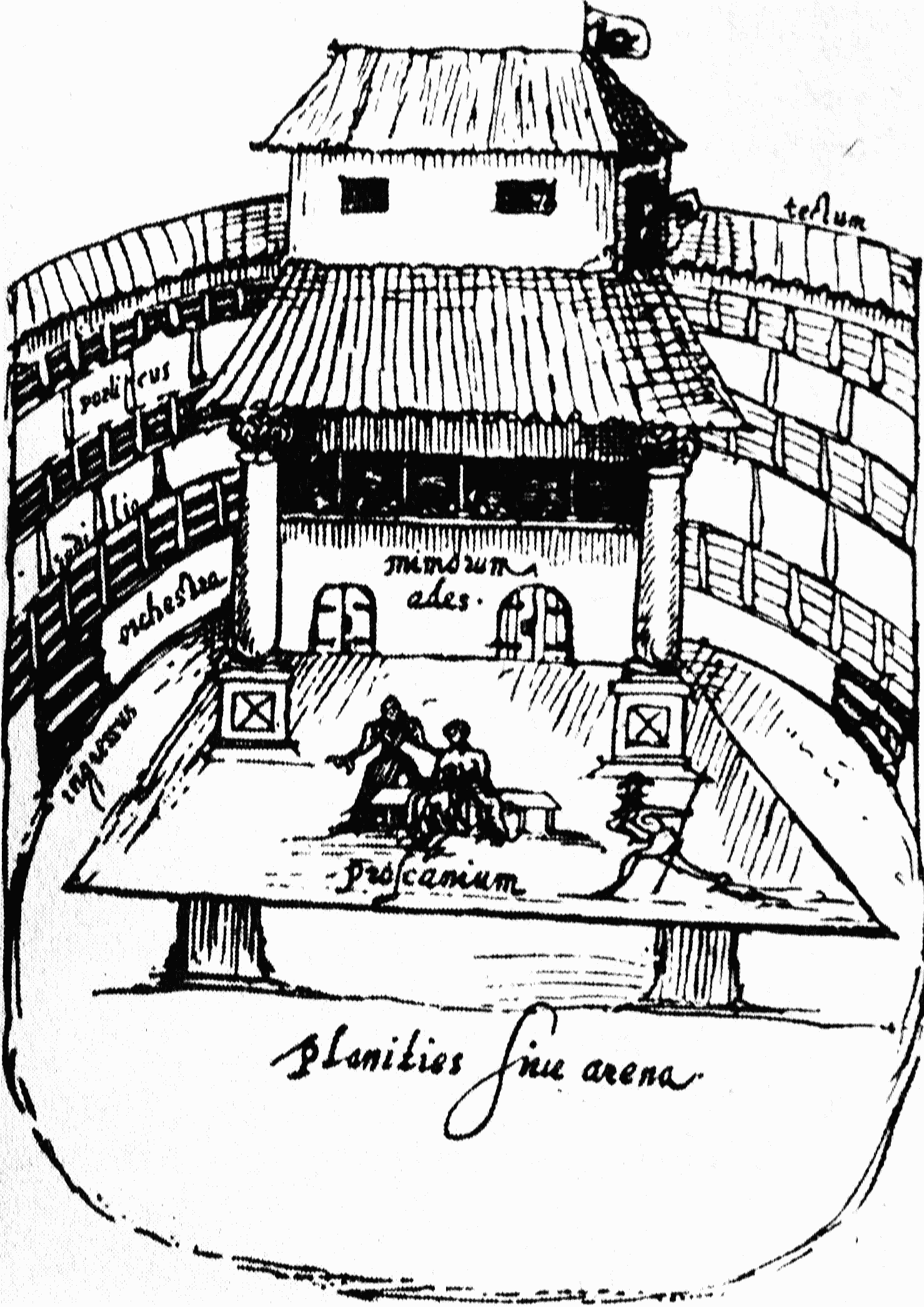
Interiör av en teater på elisabetansk tid, efter en teckning av Johann de Witt, 1596.

Redan före Elisabets regeringstid hade ledande adelsmän knutit till sig grupper av skådespelare som framförde säsongsbetonade pjäser på olika platser. Ur dessa sällskap uppstod de professionella skådespelarsällskap som spelade på de elisabetanska scenerna. Mysteriespel och moraliteter hade tidigare framförts av lokala begåvningar, men dessa turnerande skådespelartrupper övertog efterhand detta. Vid hovet framfördes maskeraddramer av hovmän och andra amatörer, detta verkar ha varit vanligt under Elisabets första år vid tronen; även denna typ av föreställningar togs över av professionella aktörer som hade stöd av adelsmän. Dessas antal och skicklighet växte under drottningens regeringstid. Från 1572 betraktades teatersällskap som inte hade en adelsmans beskydd som lösdrivare.
Myndigheterna i London var i princip fientligt inställda till offentliga föreställningar, men detta utjämnades av drottningens förtjusning i skådespel och stödet från det kungliga rådet. Det växte fram flera teaterscener i Londons utkanter, i synnerhet i Southwark, söder om Themsen, mittemot City of London så att invånarna lätt kunde ros över och därmed var utanför stadsmyndigheternas jurisdiktion. Teatersällskapen vidmakthöll länge påståendet om att deras offentliga framträdanden enbart var flitiga repetitioner för ett framträdande inför drottningen. Föreställningar för drottningen gav visserligen hög prestige, men det var offentliga framträdande som gav de intäkter som var nödvändiga för att de professionella skådespelarna skulle kunna leva på sitt yrke.
När det uppstod privata teatrar så påverkade detta också pjäsernas innehåll. Under Elisabets tid fanns det inte någon klassåtskillnad på pjäserna; hovet såg på samma pjäser som vanligt folk. Men de pjäser som visades på de privata teatrarna riktade sig mer mot den översta klassens smak och värderingar. Under den sista delen av kung Karl I:s regeringstid blev det svårt att få tag på nyskrivna verk för den offentliga teatern, som fick förlita sig på tidigare decenniers verk för sitt fortsatta värv..

## Föreställningar
Skådespelarsällskap använde sig av ett repertoarsystem; till skillnad från moderna uppsättningar som ges i månader eller år så gav en teatertrupp sällan samma föreställning två dagar i rad. Thomas Middletons A Game at Chess gavs nio dagar i rad i augusti 1624 och det ansågs vara ett unikt, oöverträffat och ej upprepat fenomen. Betydligt mer representativt var till exempel teatersäsongen 1592 för teatersällskapet Lord Strange's Men vid Rose Theatre: mellan 19 februari och 23 juni framförde de 23 olika pjäser, några gånger enbart en enda föreställning, och deras mest populära pjäs under säsongen var The First Part of Hieronimo (baserad på Thomas Kyds The Spanish Tragedie ) som framfördes 15 gånger. De framförde aldrig samma pjäs två dagar i rad och sällan två gånger under samma vecka . Skådespelarnas arbetsbelastning, i synnerhet för de som spelade huvudroller som Edward Alleyn, måste ha varit mycket hög.
Ett kännetecken för teatersällskapen var att de bestod uteslutande av manliga skådespelare. Fram till Karl II:s regeringstid spelades alla kvinnliga roller av tonårspojkar i kvinnokläder. Till skillnad från Spanien där det tidvis var inskrivit i lag att kvinnor ej fick uppträda i skådespel, så fanns det inte någon engelsk lag som förbjöd detta; det var bara "otänkbart". Första gången en kvinnlig skådespelare framträdde på en engelsk scen var 1629 då en gästande fransk teatertrupp på den då nyöppnade teatern på Salisbury Court uppträdde. Kvinnan i fråga blev utbuad från scenen; samma sak hände vid ett förnyat försök tre veckor senare. 

## Genrer

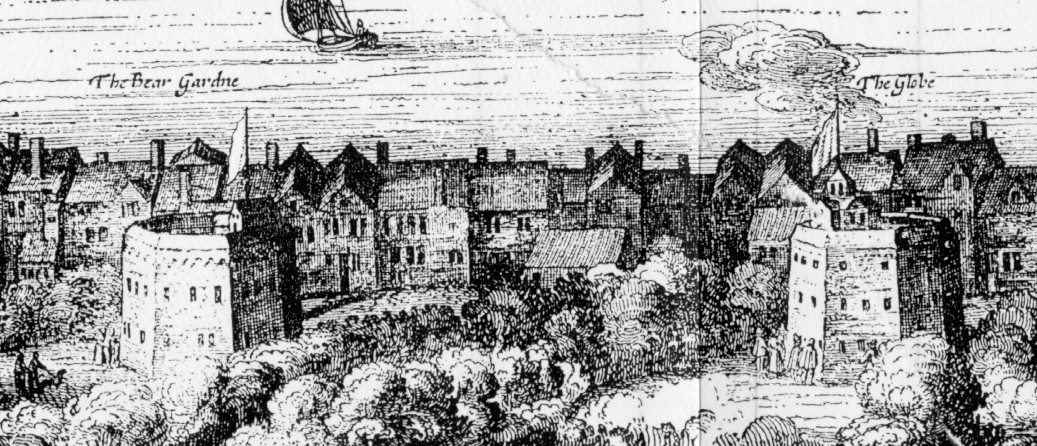
Detalj från karta över City of London som visar The Globe, av Nicholas Visscher, 1616.

Genrer under denna period inkluderar historiska dramer som tolkar engelsk eller europeisk historia. Shakespeares skådespel om kungars liv och leverne, som Richard III och Henry V, tillhör denna kategori liksom några verk av Christopher Marlowe (Edward II) och George Peele (Famous Chronicle of King Edward the First). Det skrevs också ett antal historiska dramer som behandlade i tiden relativt närliggande händelser, bland annat A Larum for London som dramatiserade härjningen av Antwerpen år 1576.
Tragedier var en populär genre. och Marlowes tragedier var speciellt populära, till exempel Doktor Faustus och The Jew of Malta. Publiken uppskattade i hög grad hämnddramer som Thomas Kyds Den spanska tragedien. John Websters Hertiginnan av Malfi framvisade en parad av blodiga hemskheter. Ett motsvarande drama var Shakespeares Macbeth. 
Komedier var också vanliga. En undergenre som uppstod under denna tid var stadskomedier som inspirerade av den romerska nya komedin satiriskt behandlade livet i London. Exempel är  Thomas Dekkers The Shoemaker's Holiday (Alla skomakares dag) och Thomas Middletons A Chaste Maid in Cheapside.
Om än marginaliserat så kunde äldre genrer fortfarande utöva inflytande; som pastoraldramer som The Faithful Shepherdess (1608) och moralspel som Four Plays in One (ca 1608-1614). En period efter 1610 blomstrade en ny hybridgenre - tragikomedin och under jakobinsk och karolinsk tid även maskeraden.

## Teatrarna

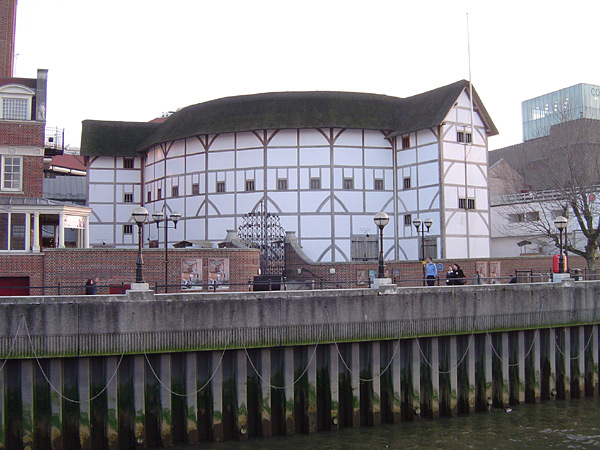
The Globe, den restaurerade byggnaden.

Etableringen av stora och ekonomiskt lönande offentliga teatrar var en avgörande faktor i genomförande och succén för den engelska renässansteatern. Den helt avgörande inledningen av byggandet av The Theatre  av James Burbage i Shoreditch 576. The Theatre följdes raskt av den näraliggande The Curtain Theatre (1577), The Rose (1587), The Swan (1595), The Globe (1599), The Fortune (1600), och The Red Bull (1604) . 
Arkeologiska utgrävningar av grunden till The Rose och The Globe i slutet av 1900-talet visade att även om alla Londons teatrar hade individuella olikheter så band deras likartade funktion dem till en gemensam planlösning.. Offentliga teaterbyggnader var tre våningar höga och byggda runt en öppen plats i mitten. De var ofta månghörningar för att ge ett generell runt intryck, även om både Red Bull och den första Fortune var kvadratiska. De tre våningarna med gallerier hade utsikt inåt mot en öppen mitt där en scen var uppställd. Scenen bestod av en plattform med tre sidor öppna mot publiken och endast baksidan var reserverad för skådespelarnas entréer och sortier samt för musikerna. De övriga våningarna bakom scenen kunde ibland utnyttjas som del av scenen, t.ex. som balkong (som i Romeo och Julia och Antonius och Cleopatra) eller som talarstol (som i Julius Caesar).
Teatrarna var ofta timrade och med halmtak och därmed sårbara för brand. När så var nödvändigt ersattes de med tåligare material. The Globe brann ner i juni 1613 och återuppbyggdes i tegel; Fortune brann ner i december 1621 och byggdes upp i mursten (och då inte längre kvadratisk).

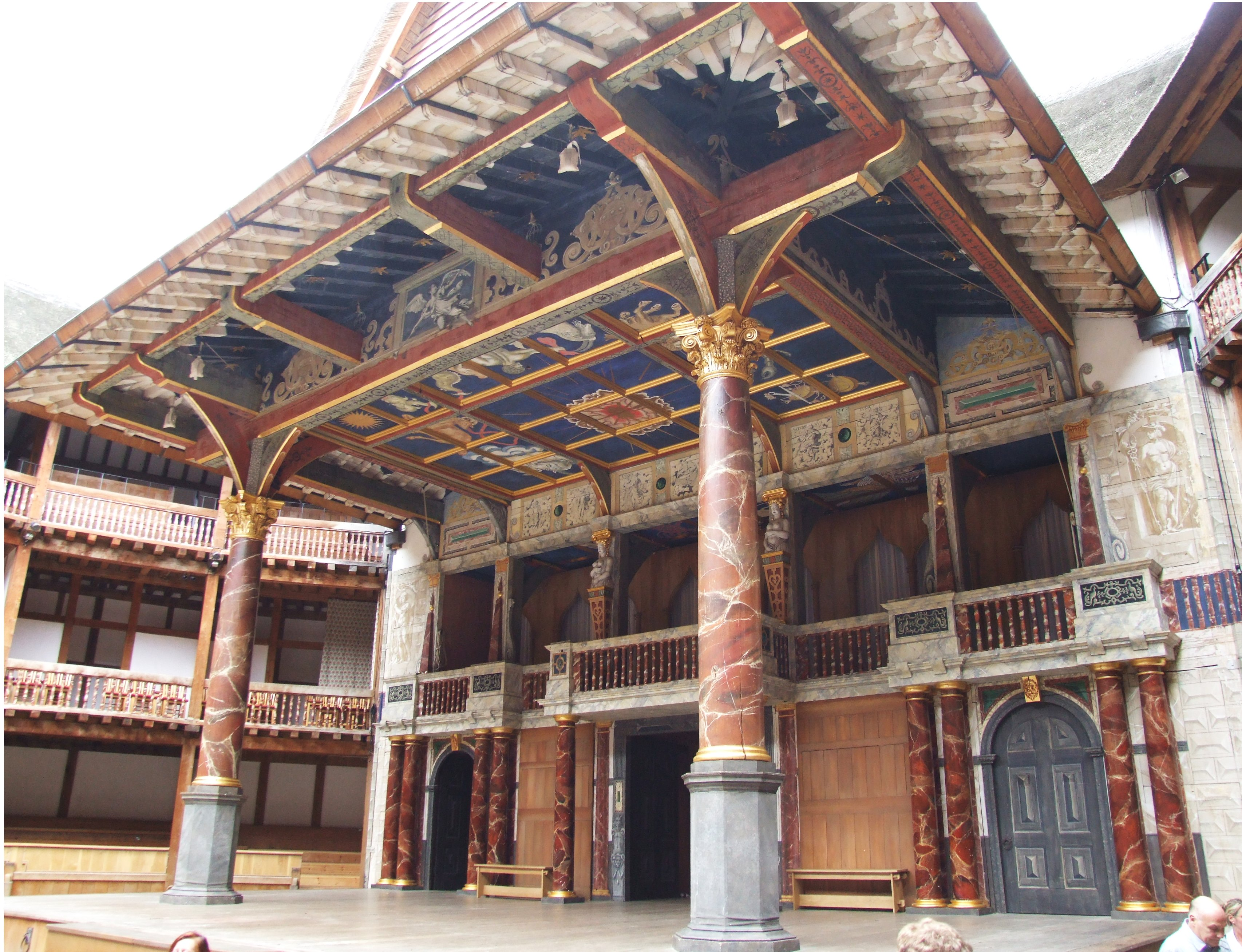
Scenen på The Globe

## Slutet
Den protestantiska puritaniströrelsen i England som växte sig alltmer stark under 1600-talet var fientligt inställd till teatrarna av flera anledningar. De ansåg att teatern var syndig och pekade bland annat på att unga män iklädde sig kvinnokläder för att spela kvinnoroller. Teatrarna låg dessutom ofta i samma områden som bordellerna och där kriminalitet i olika former florerade. Då den puritanska fraktionen av parlamentet tog makten över London i början av det engelska inbördeskriget beordrade dessa den 2 september 1642 att alla teatrar skulle stängas. Till detta bidrog också att teatrarna använts för att främja oppositionella politiska åsikter.
Efter monarkins återinförande 1660 öppnades teatrarna på nytt. Den engelske kungen och många av författarna hade tillbringat många år i Frankrike och påverkats av den blomstrande franska teatern under Ludvig XIV, i synnerhet de tragedier som framfördes där. Publiken hemma i England hade dock inte mycket till övers för strukturerade välformade komedier av t.ex. Molières typ, men krävde livliga, överlastade handlingsdramer med flera parallella historier och en högt uppskruvat tempo i komiken samt ett stort antal scener och figurer, som under den elisabetanska tiden. Dessa stilar blandades i restaurationskomedin. De klassiska verken framfördes fortfarande, men tragedierna anpassades ofta till den nya smaken.

## Författare och dramatiker
| - William Alabaster - William Alley - Robert Armin - Thomas Ashton - William Barksted - Barnabe Barnes - Lording Barry - Francis Beaumont - Sir William Berkeley - Samuel Brandon - Richard Brome - Lodowick Carlell - William Cartwright - William Cavendish - Robert Chamberlain - George Chapman - Henry Chettle - John Clavell - Robert Daborne - Samuel Daniel - William Davenant - Robert Davenport - John Day - Thomas Dekker - Edward de Vere - Michael Drayton - Richard Edwardes - Nathan Field | - John Fletcher - John Ford - Abraham Fraunce - Ulpian Fulwell - Thomas Garter - George Gascoigne - Henry Glapthorne - Thomas Goffe - Arthur Golding - Robert Greene - Richard Hathwaye - William Haughton - Thomas Heywood - Thomas Hughes - Ben Jonson - Henry Killigrew - Thomas Killigrew - Thomas Kyd - Thomas Legge - Thomas Lodge - Thomas Lupton - John Lyly - Gervase Markham - Christopher Marlowe - Shackerley Marmion - John Marston - Philip Massinger - Thomas May | - Thomas Middleton - Anthony Munday - Thomas Nabbes - Thomas Nashe - Thomas Norton - George Peele - John Phillips - John Pikering - Henry Porter - Thomas Preston - William Rankins - Samuel Rowley - William Rowley - Joseph Rutter - Thomas Sackville - William Sampson - William Shakespeare - Edward Sharpham - Henry Shirley - James Shirley - Philip Sidney - Wentworth Smith - Sir John Suckling - Robert Tailor - Cyril Tourneur - John Webster - George Wilkins - Arthur Wilson |